# Gaubert Labeyrie
Gaubert Labeyrie est un peintre français, né à Toulouse le 27 décembre 1715, baptisé dans la paroisse de Saint-Sernin, et mort dans la même ville le 25 janvier 1792.

## Biographie
En 1746, il est membre de la Société des beaux-arts et présente le tableau Énée au sac de Troie qui est aujourd'hui exposée au Musée des Augustins de Toulouse.
En 1751, il est professeur de dessin dans les écoles de l'Académie royale de peinture, sculpture et architecture de Toulouse.
Il est peintre de l'hôtel de ville de Toulouse à partir de 1781. Dans cette fonction il devait peintre les portraits des capitouls. Il ne subsiste de lui que le tableau représentant le municipalité de 1790, au Musée des Augustins.

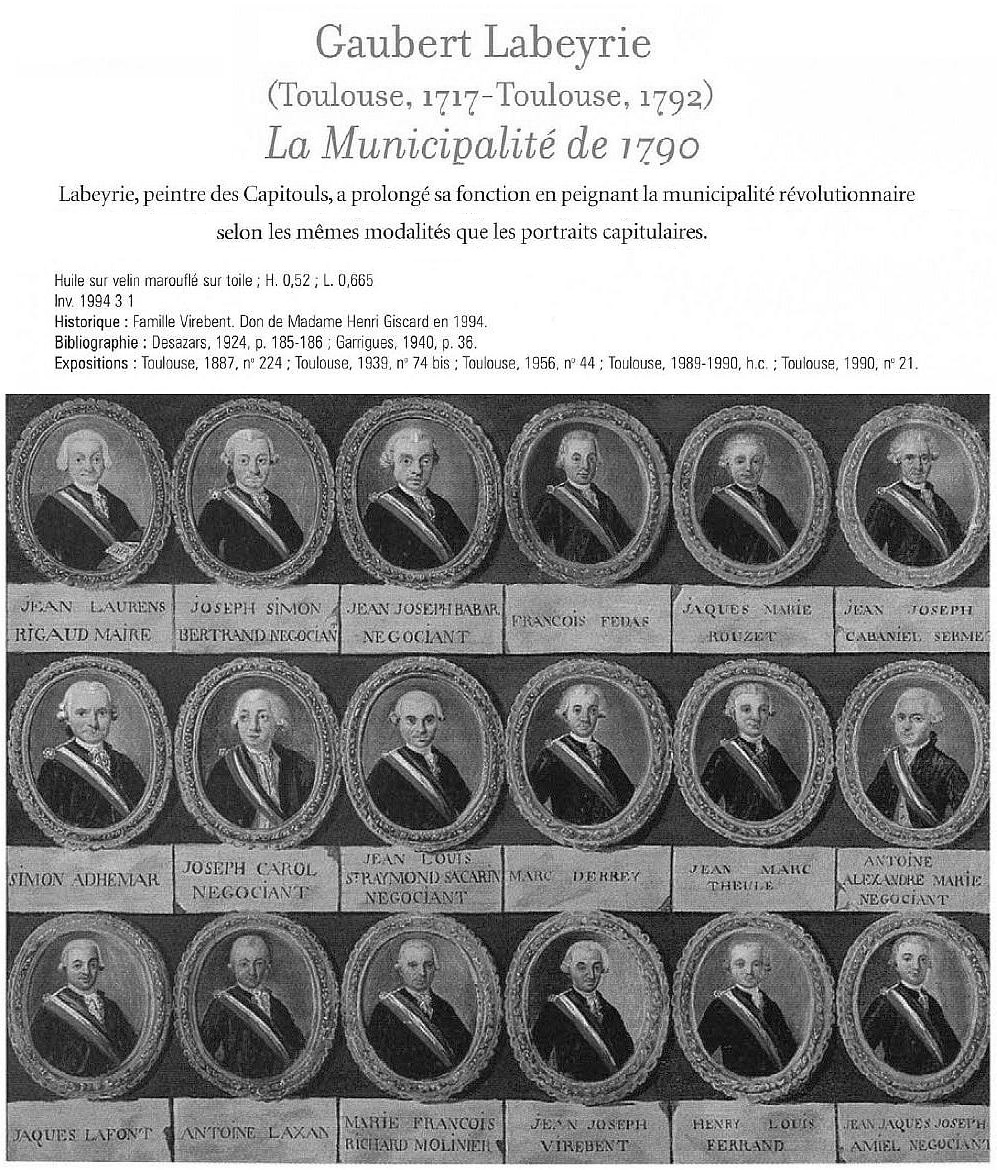
La Municipalité de Toulouse en 1790